# Robert Kvaček
Robert Kvaček (5. července 1932 Dvorce – 27. dubna 2024 Lomnice nad Popelkou) byl český historik specializující se na období 19. a 20. století. Mezi jeho přední zájmy patřily dějiny diplomacie mezi světovými válkami a v období 2. světové války a kulturní dějiny konce 19. a počátku 20. století. Působil na českých univerzitách (Univerzita Karlova v Praze, Technická univerzita v Liberci) a pořádal přednášky pro veřejnost, jeho publikační činnost mu vynesla několikanásobné ocenění Cenou Egona Erwina Kische za literaturu faktu. Byl ženatý s paní Olgou, která předčasně zemřela a s níž má jednoho syna. Znovu se oženil v druhé půli 90. let, a to s paní Miladou. Žil v Jičíně, byl členem Česko-slovenské komise historiků.

## Mládí
Robert Kvaček se narodil ve vesnici Dvorce u Jičína. V září 1945 přestoupil z jičínské reálky na jičínské Lepařovo gymnázium do tercie a studium ukončil maturitou v roce 1951. Téhož roku byl přijat na Filozofickou fakultu Univerzity Karlovy. Na tento okamžik později vzpomínal takto: „Když předseda komise … zjistil, že přicházím z ,Lepařova‘, řekl mi, že by mne vzal už kvůli němu. Byl to podle něho ústav, který dbal na úroveň absolventů…“

## Pedagogická a vědecká činnost
Ještě během studií na Karlově univerzitě působil jako asistent na Husově Ústavu československých dějin. Po úspěšném absolvování v roce 1956 se plně zapojil do vědecké práce. Na konci 50. let byl vyslýchán Státní bezpečností z důvodu jeho badatelství o osobě Edvarda Beneše v nedostatečně negativním podání. Roku 1967 byl jmenován docentem Karlovy univerzity. V době normalizace mu bylo zakázáno přednášet dějiny 20. století a i tato okolnost podle pamětníků vedla k prohloubení Kvačkova zájmu o 19. století. Titul univerzitního profesora mohl získat až po sametové revoluci. Vedle působení na Karlově univerzitě se podílel na vzdělávání studentů na FAMU, DAMU a na Fakultě přírodovědně-humanitní a pedagogické Technické univerzity v Liberci.
Robert Kvaček byl členem řady vědeckých společností (Česko-slovenská komise historiků, Pekařova společnost Českého ráje...), byl rovněž členem literárních organizací (Klub autorů literatury faktu, K 89), podílel se na tvorbě učebnic dějepisu pro základní školy, podporoval různé vzdělávací projekty (projekt jičínské 1. základní školy Protektorat Böhmen und Mähren a my, při kterém uspořádal pro žáky besedu; projekt jičínských základních škol k 17. listopadu Zpátky ni krok) a ochotně přednášel pro veřejnost (vzhledem ke svému věku přednášení omezil; vzpomínána je přednáška Diskuze s minulostí, která se konala v Jičíně na podzim roku 2012 při příležitosti Kvačkových 80. narozenin – přednáška se mj. týkala Kvačkových vzpomínek na studia, zamýšlela se nad nelehkou prací historika, člověka, který musí být vzdělán nejen v dějinách, musí také ovládat jazyky, umět s historickými prameny správně pracovat a osvojit si základy pomocných věd historických). Za svou aktivní pedagogickou kariéru vychoval nespočet historiků a vedl řadu diplomových prací. K činnostem, kterými se snažil napomoci učitelům ve výuce dějepisu, lze zařadit i účast na tvorbě výukového DVD Obrazy z českých dějin 1914 až 2004 (přesný název: Česká společnost v novodobé Evropě -osudy, vazby, vzdálení, sjednocování 1914-2009), na kterém se po odborné stránce podílel.

## Ocenění
- Cena Egona Erwina Kische – za nejlepší literaturu faktu (1996 – Causa Emil Hácha, 1997 – Generál Alois Eliáš, 2000 – Obžalována je vláda, 2012 – Poslední den)
- od roku 2004 člen Učené společnosti ČR[8]
- Cena města Jičína[9] – udělena za celoživotní dílo a vynikající reprezentaci města (2007, společně s jičínským historikem Vladimírem Úlehlou jako historicky první držitelé tohoto ocenění)
- Cena Slovenské republiky za literaturu faktu[9] (2007)
- několikerá nominace na cenu Jivínský Štefan[10]
- Stříbrná medaile předsedy Senátu (2012)
- Vyznamenání Zlaté lípy, vojenské ocenění za mimořádný přínos pro rozvoj obrany a bezpečnosti České republiky (2015)[11]
- Medaile města Liberec (2018)[12]
- Medaile Za zásluhy I. stupně (2021)
- Historická pamětní medaile Univerzity Karlovy (2022)[2]

## Tvorba

### Knihy (výběr)
- Osudná mise (1958)
- Nad Evropou zataženo. Československo a Evropa 1933–1937 (1966)
- Konec diktátora (1968) – s Miloslavem Svobodou
- Historie jednoho roku (1976)
- Cesty ke svobodě (1981)
- K dějinným tradicím (1984)
- A změněn svět (1987)
- Diplomaté a ti druzí. K dějinám diplomacie za 2. světové války (1988)
- Causa Emil Hácha (1995) – s Dušanem Tomáškem, ISBN 978-80-85821-30-7
- Generál Alois Eliáš. Jeden český osud (1996) – s Dušanem Tomáškem, ISBN 978-80-902129-5-4
- Obžalována je vláda (1999) – s Dušanem Tomáškem, ISBN 978-80-85821-68-0
- Češi na cestě stoletím. Příběhy, osudy, dramata (2001) – s Romanem Cílkem, Miloslavem Moulisem a Karlem Richterem, ISBN 978-80-86160-47-4
- První světová válka a česká otázka (2003), ISBN 978-80-7387-635-7
- Dva diktátorovy pády (2008), ISBN 978-80-87027-55-4
- Poslední den. Mnichov – Praha, konec září 1938 (2011), ISBN 978-80-7425-064-4

### Televizní pořady
- V srdci Evropy[13] (1968) – odborný poradce dokumentárního filmu o padesátileté historii Československé republiky

### Výukové materiály
- Obrazy z českých dějin 1914 až 2004 (2008) – výukové DVD, na kterém se Robert Kvaček podílel po odborné stránce, materiál vznikl v rámci projektu Technické univerzity v Liberci